# Ferdinand Grapperhaus

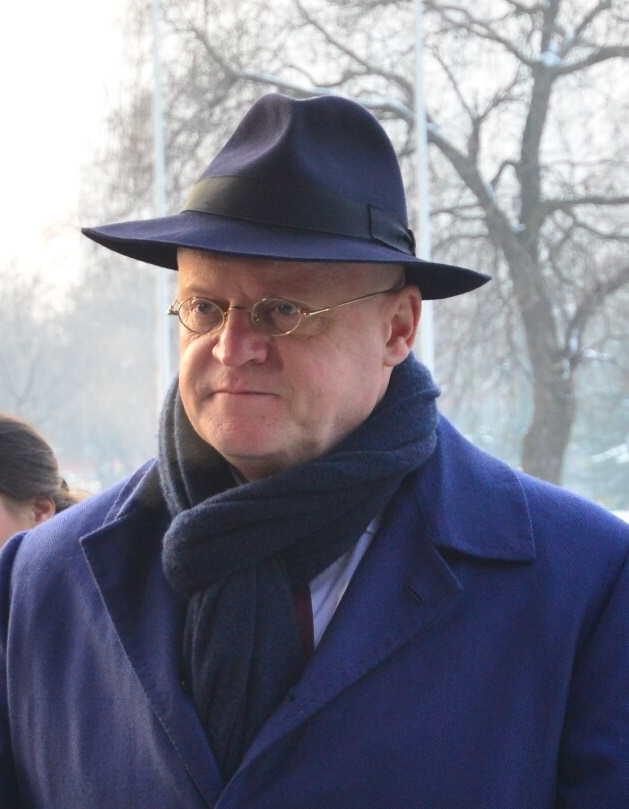
Ferdinand Grapperhaus (2018)

Ferdinand Bernhard Joseph Grapperhaus (* 8. November 1959 in Amsterdam) ist ein niederländischer Jurist, Anwalt und Politiker des CDA. Von Oktober 2017 bis Januar 2022 war er Minister für Justiz und Sicherheit im Kabinett Rutte III.

## Laufbahn
Von 1977 bis 1984 studierte Grapperhaus Niederländisches Recht an der Universität Amsterdam. Er promovierte 1995 an dieser Universität bei Paul van der Heijden mit der Abhandlung Werknemersconcurrentie: beperkingen aan concurrerende activiteiten van de ex-werknemer ten opzichte van zijn voormalig werkgever (frei übersetzt: Arbeitnehmerwettbewerb: Einschränkungen konkurrierender Aktivitäten des ehemaligen Arbeitnehmers gegenüber seinem früheren Arbeitgeber) zum Doktor.
1984 trat Grapperhaus zunächst eine Stelle bei der Rechtsanwaltskanzlei Schut & Grosheide an, bevor er 1998 zur Kanzlei Loeff Claeys Verbeke wechselte. Seit 2000 war er Partner für Arbeitsrecht bei Allen & Overy in Amsterdam. Als Prozessbevollmächtigter befasste sich Grapperhaus schwerpunktmäßig mit Angelegenheiten auf dem Gebiet des kollektiven Arbeitsrechts und der Mitbestimmung sowie mit individuellen Arbeitsrechtssachen. Darüber hinaus beriet er Vorstände und Aufsichtsräte in Fragen der Governance. Von 2015 bis 2017 war er als Vorstandsvorsitzender bei Allen & Overy aktiv an der Ausgestaltung der CSR-Strategie beteiligt. In diesem Zeitraum lehrte er außerdem im Rahmen einer Teilzeitprofessur europäisches Arbeitsrecht an der Universität Maastricht.
Grapperhaus wurde am 26. Oktober 2017 zum Minister für Justiz und Sicherheit im dritten Kabinett Rutte ernannt.

### Nebenämter
Von April 2006 bis Mai 2015 gehörte er als von der Regierung bestelltes Mitglied dem Sozialwirtschaftlichen Rat der Niederlande (SER) an.
Er ist Autor zahlreicher Veröffentlichungen und unter anderem Redakteur einer Fachzeitschrift für Gesellschaftsrecht; von 2014 bis Oktober 2017 schrieb er eine wöchentliche Kolumne für die Wirtschaftstageszeitung Het Financieele Dagblad.
Darüber hinaus war Grapperhaus Mitglied verschiedener Aufsichtsräte, u. a. des Stedelijk Museum Amsterdam, des Olympiastadions, des Katasteramts und der Rundfunkmusikorganisation Stichting Omroep Muziek.